# Megalithkomplex von Barreira
Der Megalithkomplex von Barreira (portugiesisch Conjunto Megalítico de Barreira) liegt auf einem kleinen bewaldeten Hügel nördlich des Dorfes Odrinhas, an der Straße von Sintra nach Ericeira im Distrikt Lissabon in Portugal. Er besteht aus etwa 20 Menhiren und anderen Monolithen.
Der Cromlech besteht überwiegend aus tonnenförmigen Steinen (portugiesisch Pedras talhas) unterschiedlicher Höhe, von denen der größte etwa 4,0 Meter hoch ist. Die Größe der Steine nahm mit zunehmender Entfernung vom zentralen Menhir ab und die Megalithen bilden an einigen Stellen Steinreihen mit relativ kleinen Abständen. Der von Gil Estevam Miguéis Andrade und Eduardo Prescott Vicente untersuchte Komplex wurde erst 1961 als solcher identifiziert. Die beiden setzten ihre Studien in den folgenden Jahren fort. 1975 wurden mehrere Monolithe entfernt, um sie im Hafen von Ericeira zu verwenden. 1985 entfernten die Grundbesitzer drei weitere Menhire, darunter den Zentralmonolithen. Es wurden mit Ausnahme einiger kleiner runder Löcher, die eventuell Augen darstellen, keine geschnitzten oder gemalten Symbole gefunden.

Megalithkomplex von Barreira
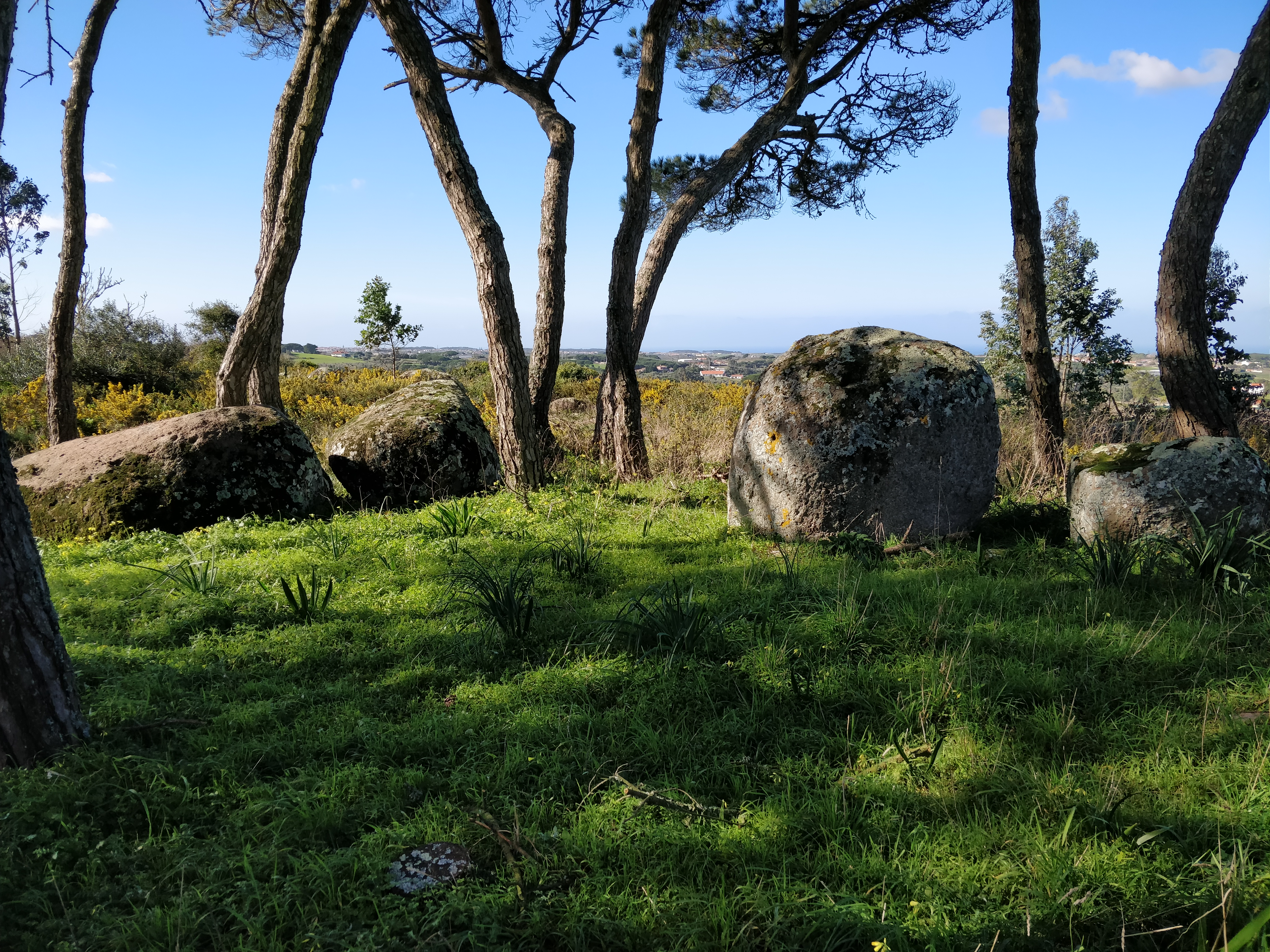
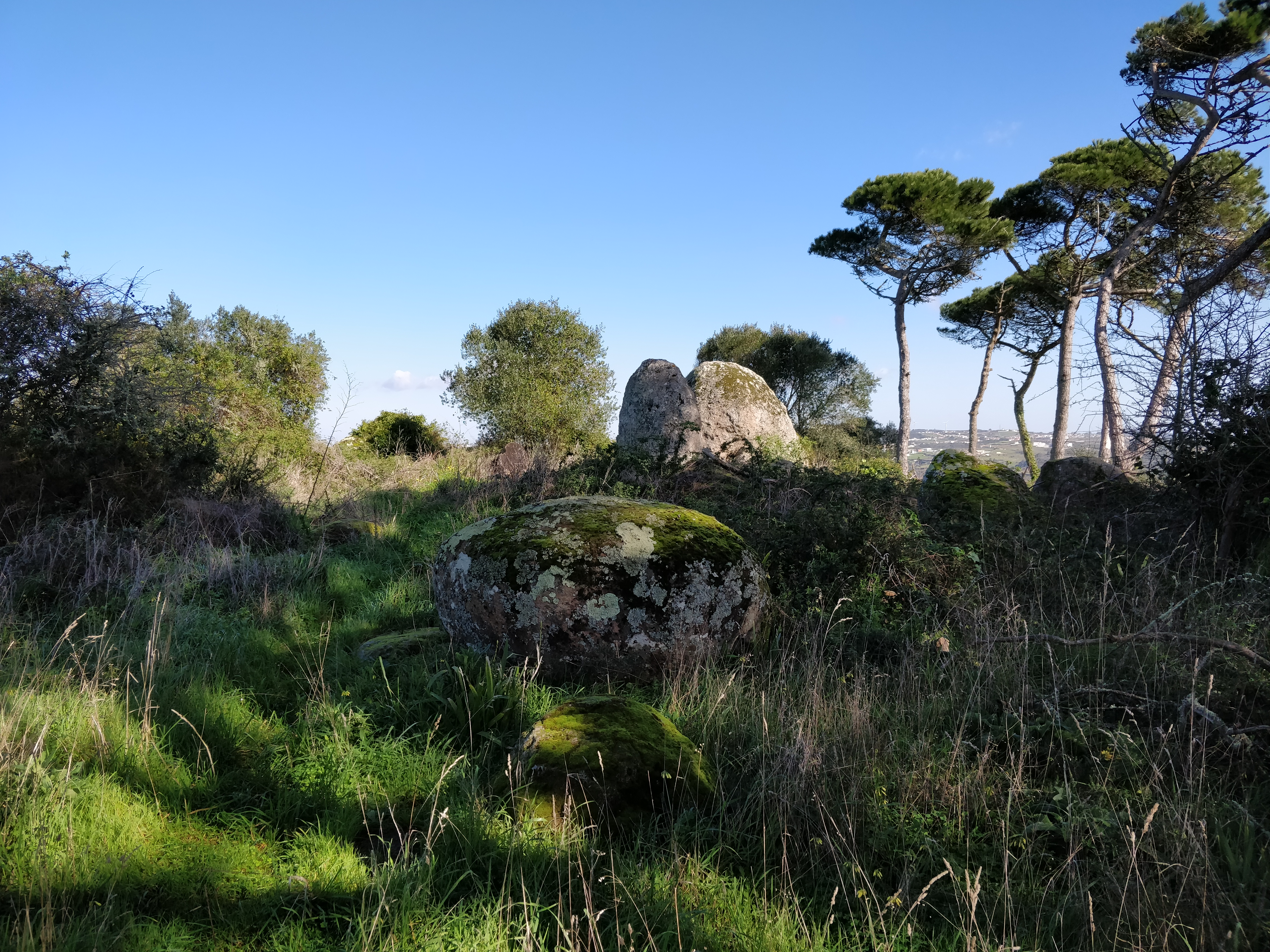
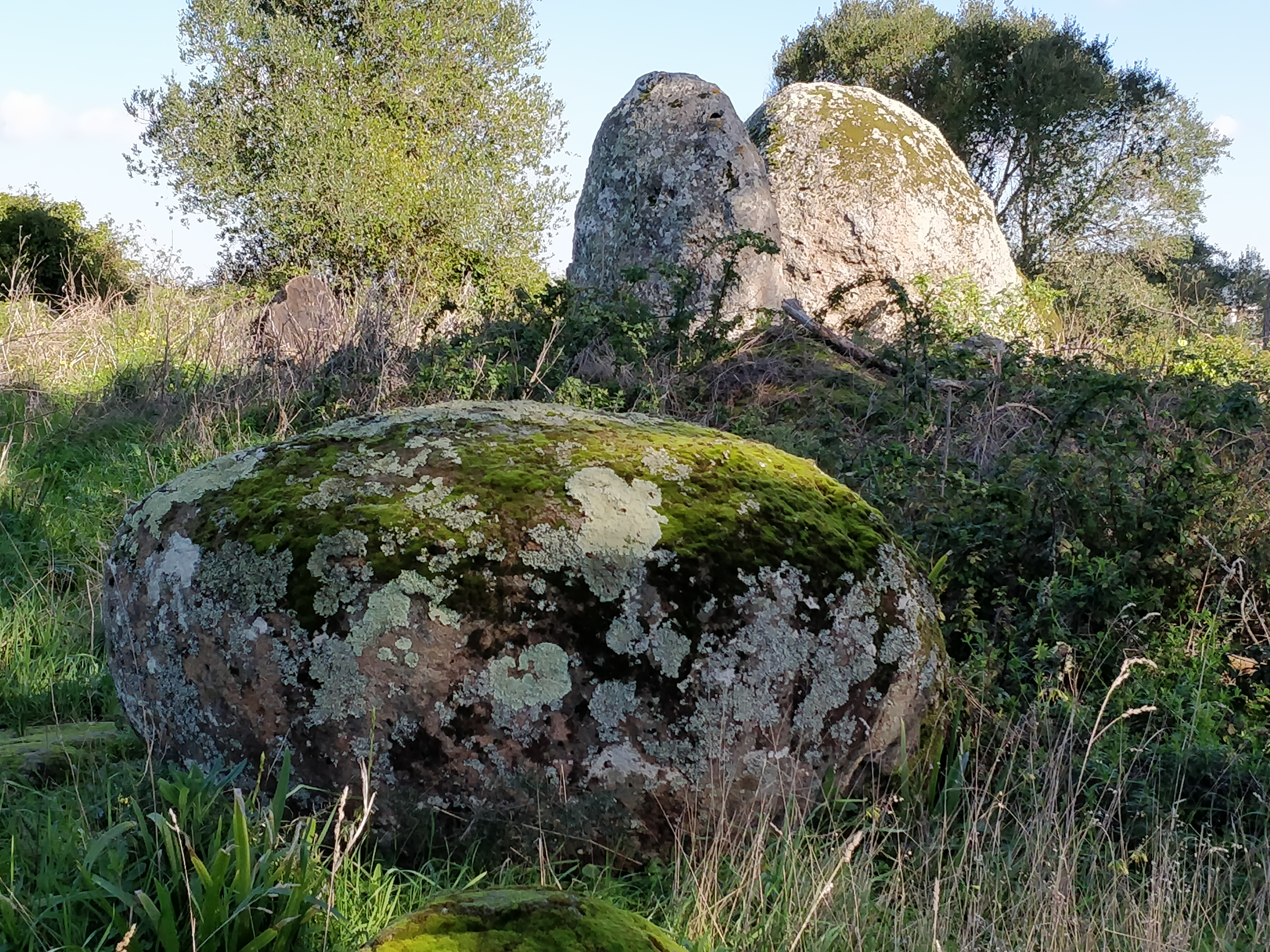
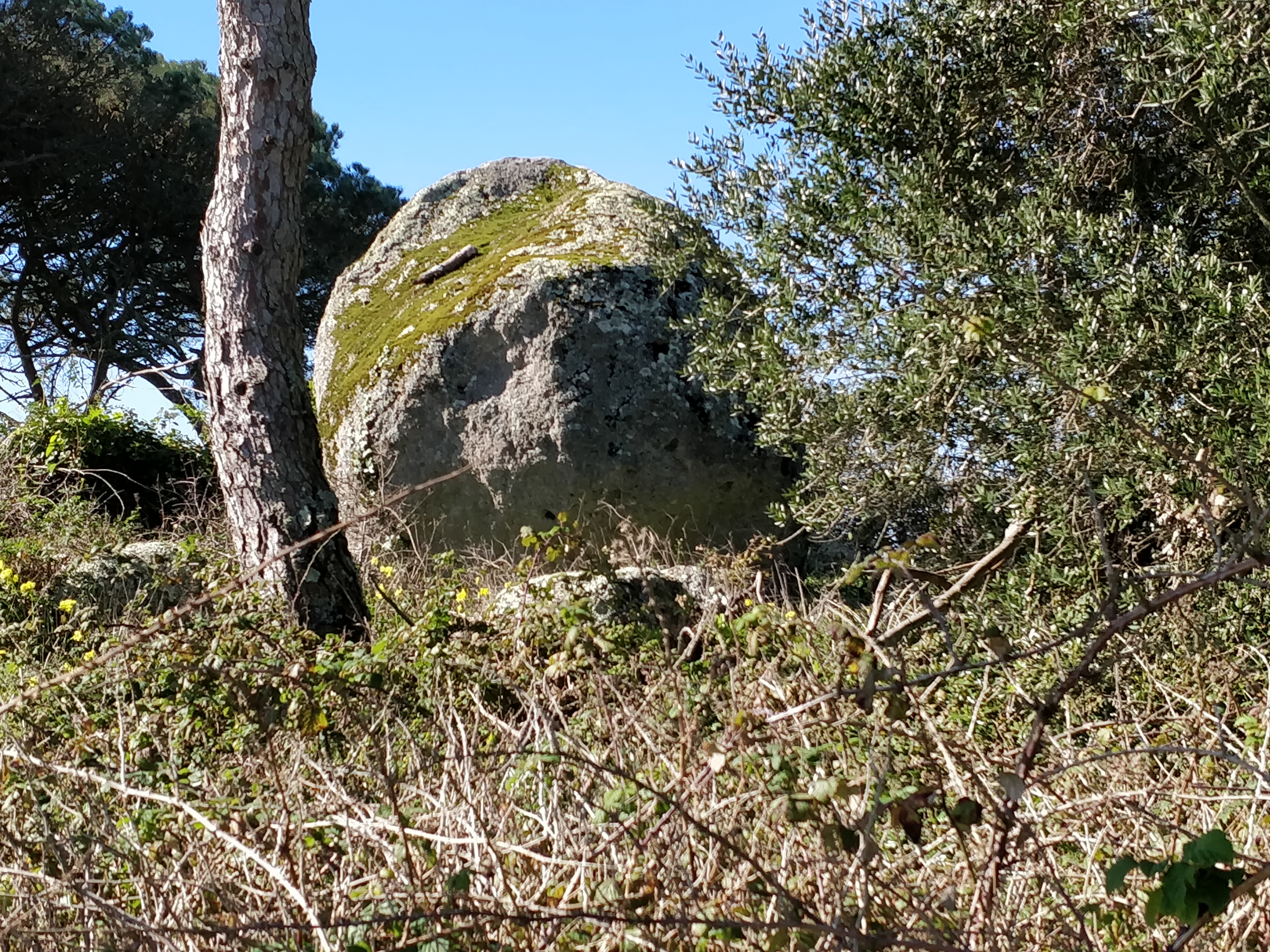

Einige Gegenstände wurde westlich des Komplexes gefunden, darunter Feuersteine aus dem Paläolithikum, Keramik und andere Utensilien aus der Jungsteinzeit sowie Scherben aus der Eisenzeit.
Der Komplex wurde 1993 unter Schutz gestellt. 
In der Nähe befinden sich römische Ruinen und das archäologische Museum São Miguel de Odrinhas.